# 塔利亚·巴尔萨姆
塔利亚·巴尔萨姆 (英語：Talia Balsam, 1959年3月5日—) 是一位美国电影和电视女演员。

## 生平
1959年出生在美国纽约，父母分别是电影演员马丁·巴尔萨姆和Joyce Van Patten。

## 个人生活
1989年与美国男演员乔治·克鲁尼，短暂的婚姻只维持了4年，两人于1993年离婚。1998年与美国男演员約翰·斯拉特里结婚至今。